# جبال النوبة
 مرتفعات النوبة هي منطقة تقع في جنوب كردفان في دولة السودان. تغطى المرتفعات منطقة عرضها حوالي 40 كم وطولها حوالي 90 كم وارتفاعها 1500 متر تقريبا. تقريبا لا توجد أي طرقات صالحة للتنقل خلال المرتفعات النوبا، مما جعل القرى والمناطق المأهولة بالسكان أعلى المرتفعات لا يمكن الوصول لها عن طريق السيارات وإنما عن طريق الطرق والممرات القديمة داخل الجبال. يمتد الموسم المطير من منتصف شهر مايو حتى منتصف شهر أكتوبر، ومدى الأمطار المتساقطة سنويا حوالي 400 إلى 800 ميلليمتر ومما يؤدى إلى زيادة النشاط الزراعى على المرتفعات. اعتبر أهل النوبا من أشد المناصرين جيش التحرير الشعبى السودانى خلال الحرب الأهلية السودانية الثانية، مما أدى إلى حدوث اشتباكات بين النوبا وعرب البقارة المسلحين بواسطة حكومة الخرطوم. تعتبر المنطقة الآن تحت سيطرة الحكومة المركزية، ووفقا لاتفاقية السلام الموقعة في السودان فإن مرتفعات النوبا ليس لها الحق في الانضمام إلى جنوب السودان.

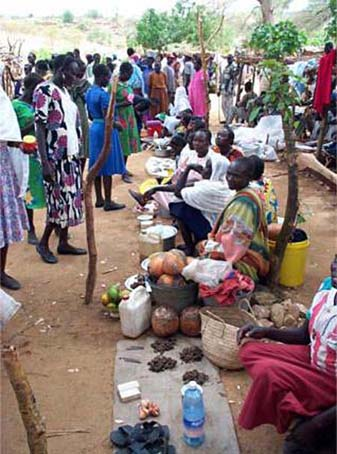
الناس في جبال النوبة

وتعد ولاية جنوب كردفان من أغني الولايات السودانية بالذهب، خاصة وأنه أحدث أحداث عنف ما بين المواطنون المحلين والشركانت العاملة في مجال الإستخلاص.

## أعلام
- ميندي نزار

## الموسيقى والرقص
يرقص شعب جبال النوبة عدد من الرقصات مثل الكمبالا والتي ترتبط لدي قبائل جبال النوبة بنضوج الصبية.

## الصناعات اليدوية في جبال النوبة

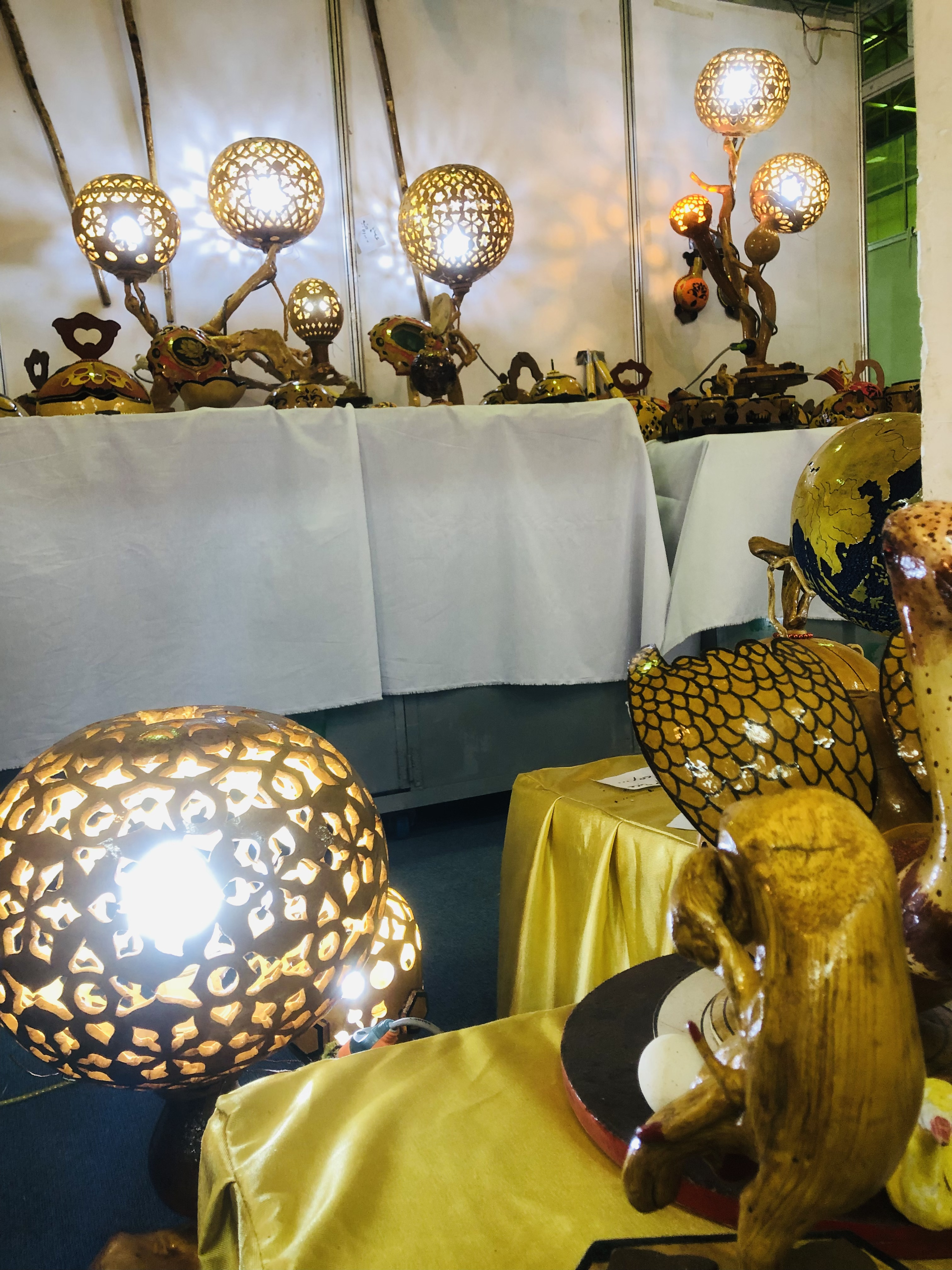
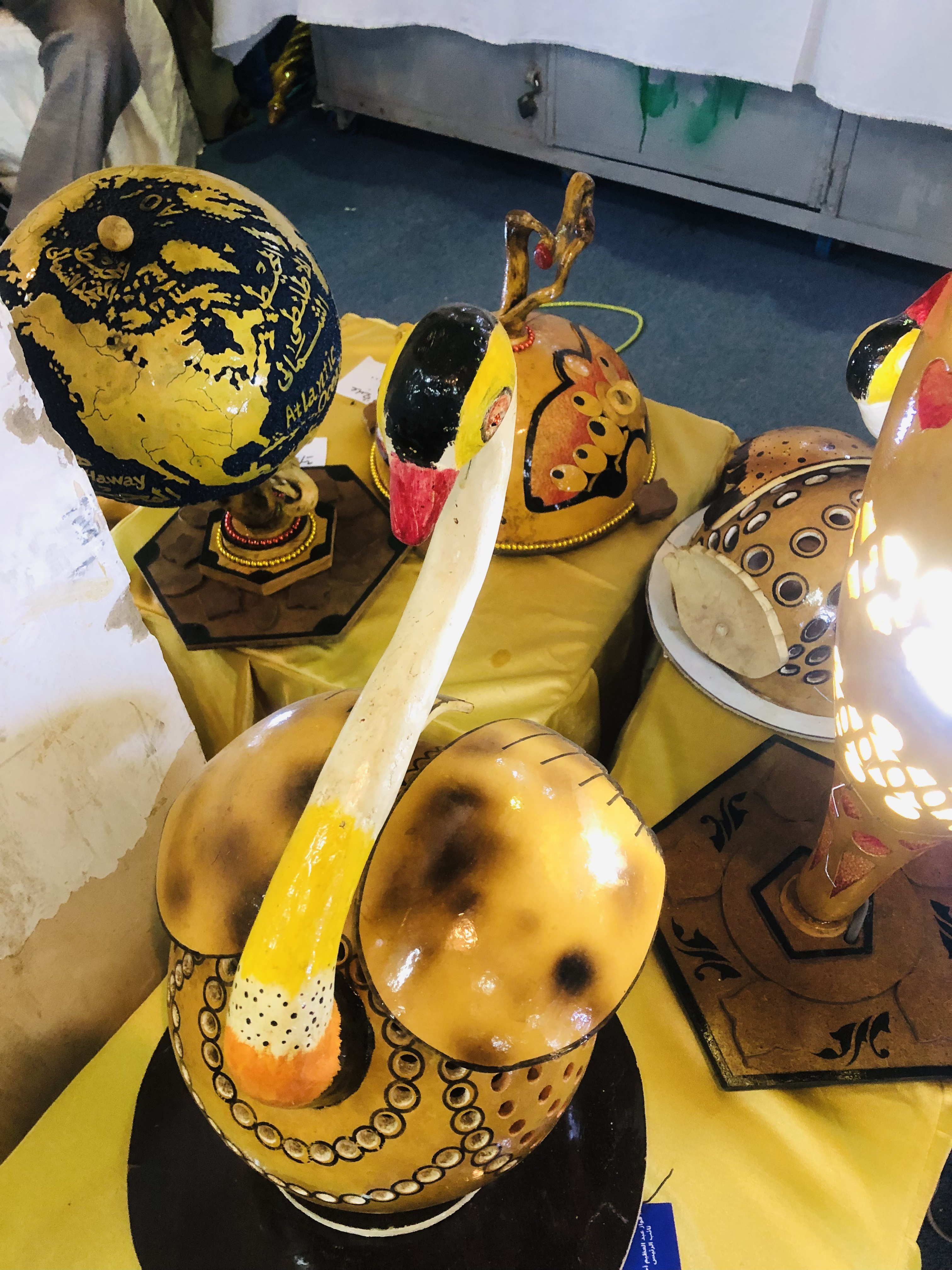
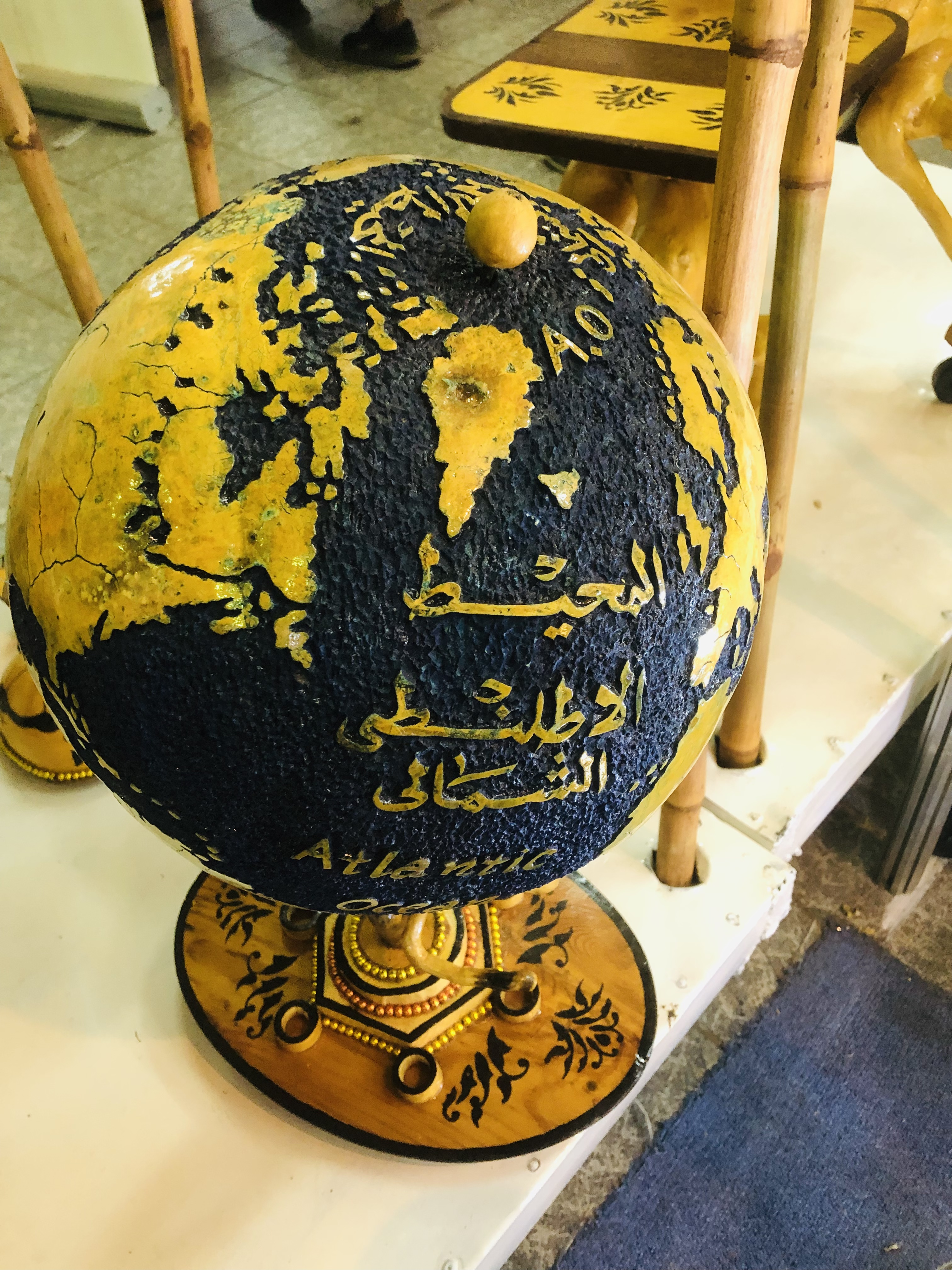
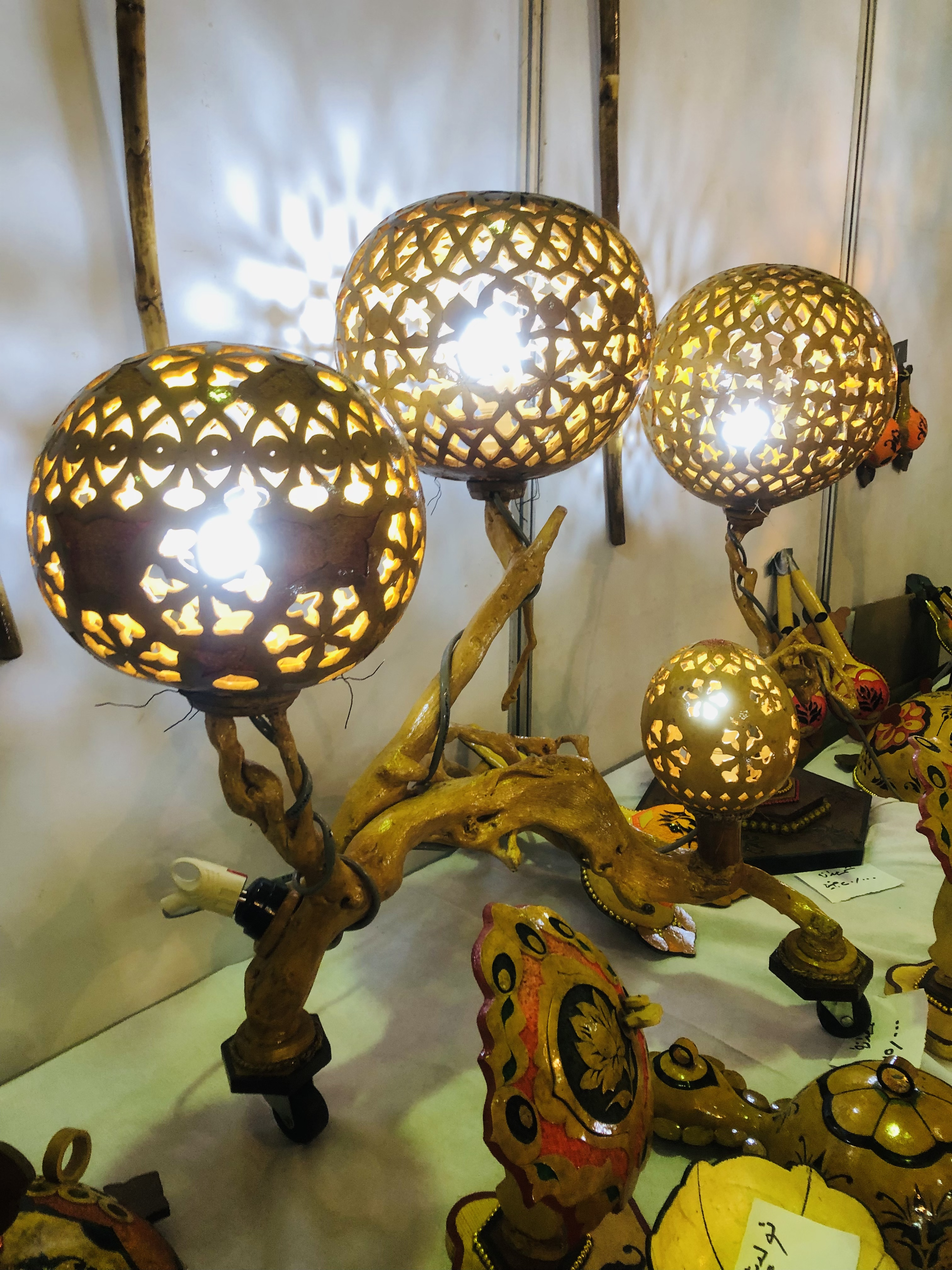
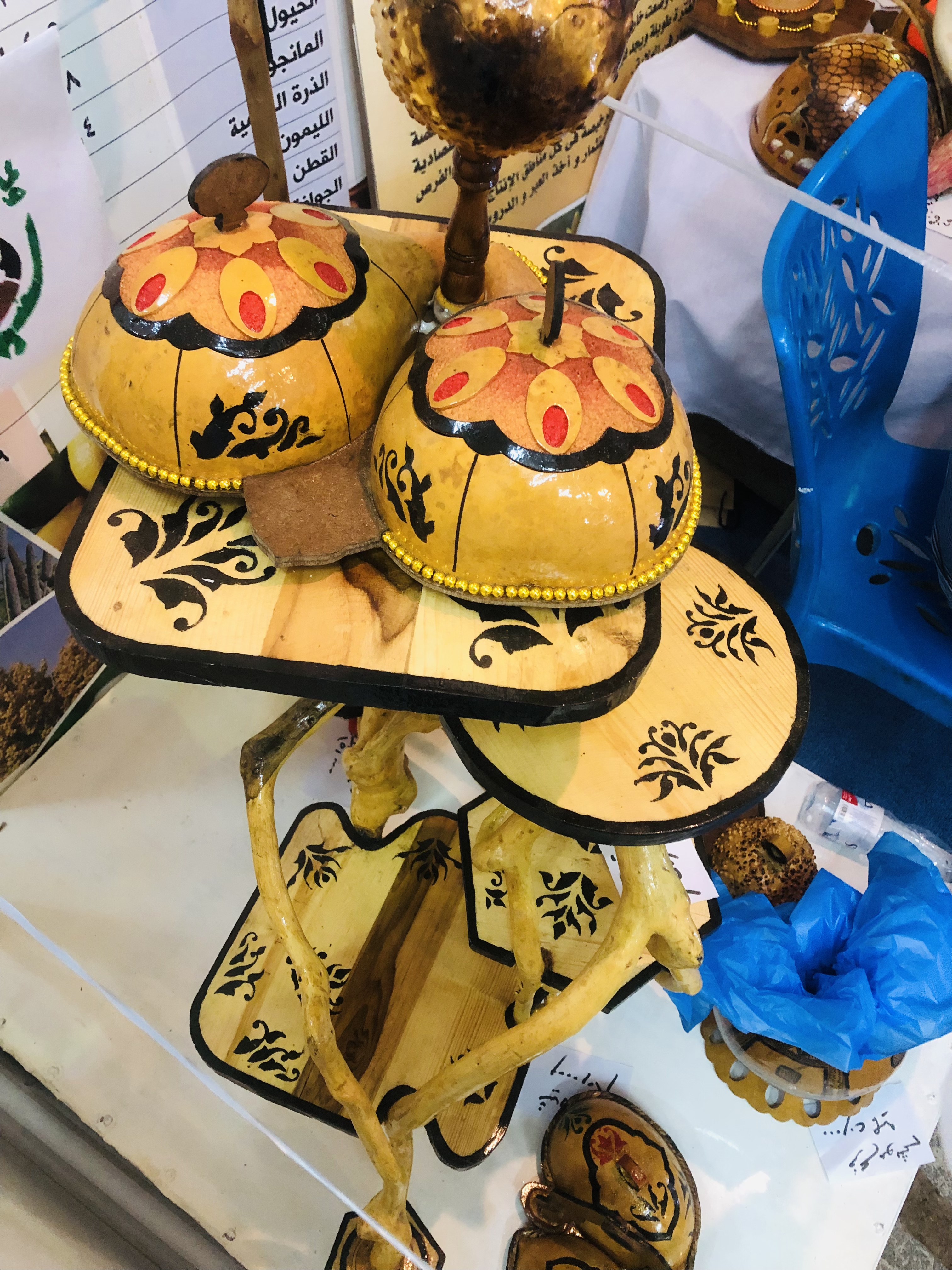
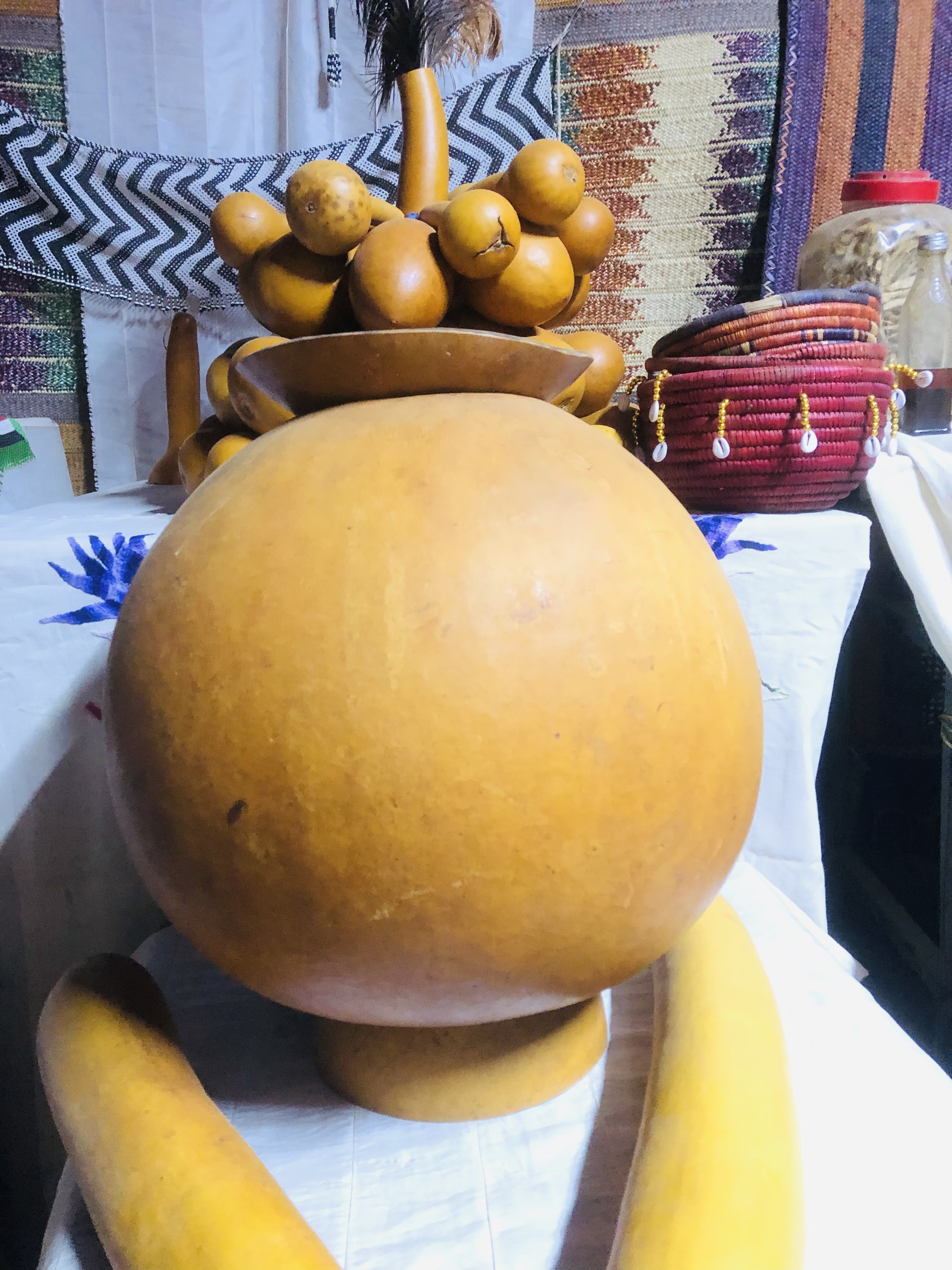
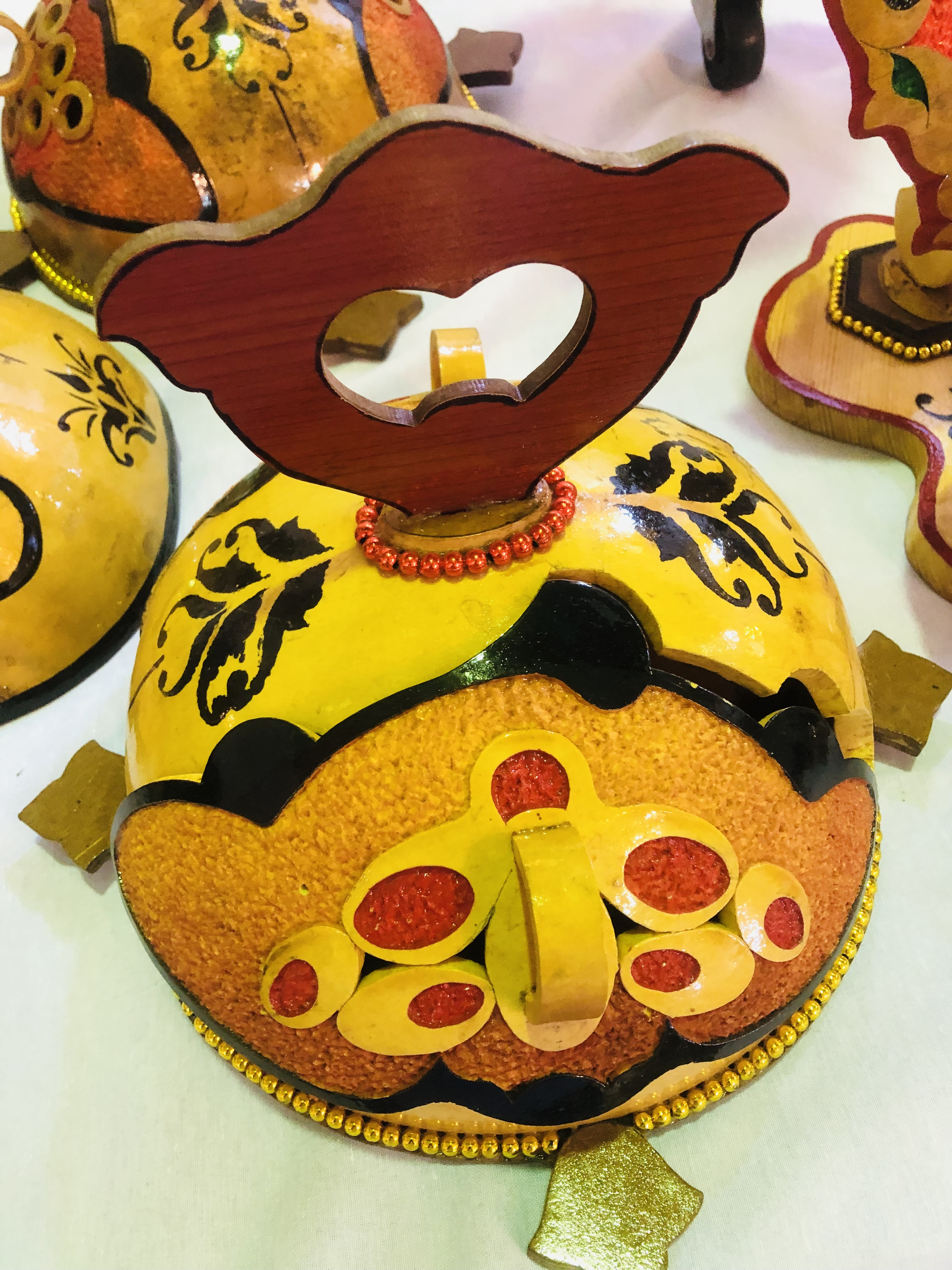
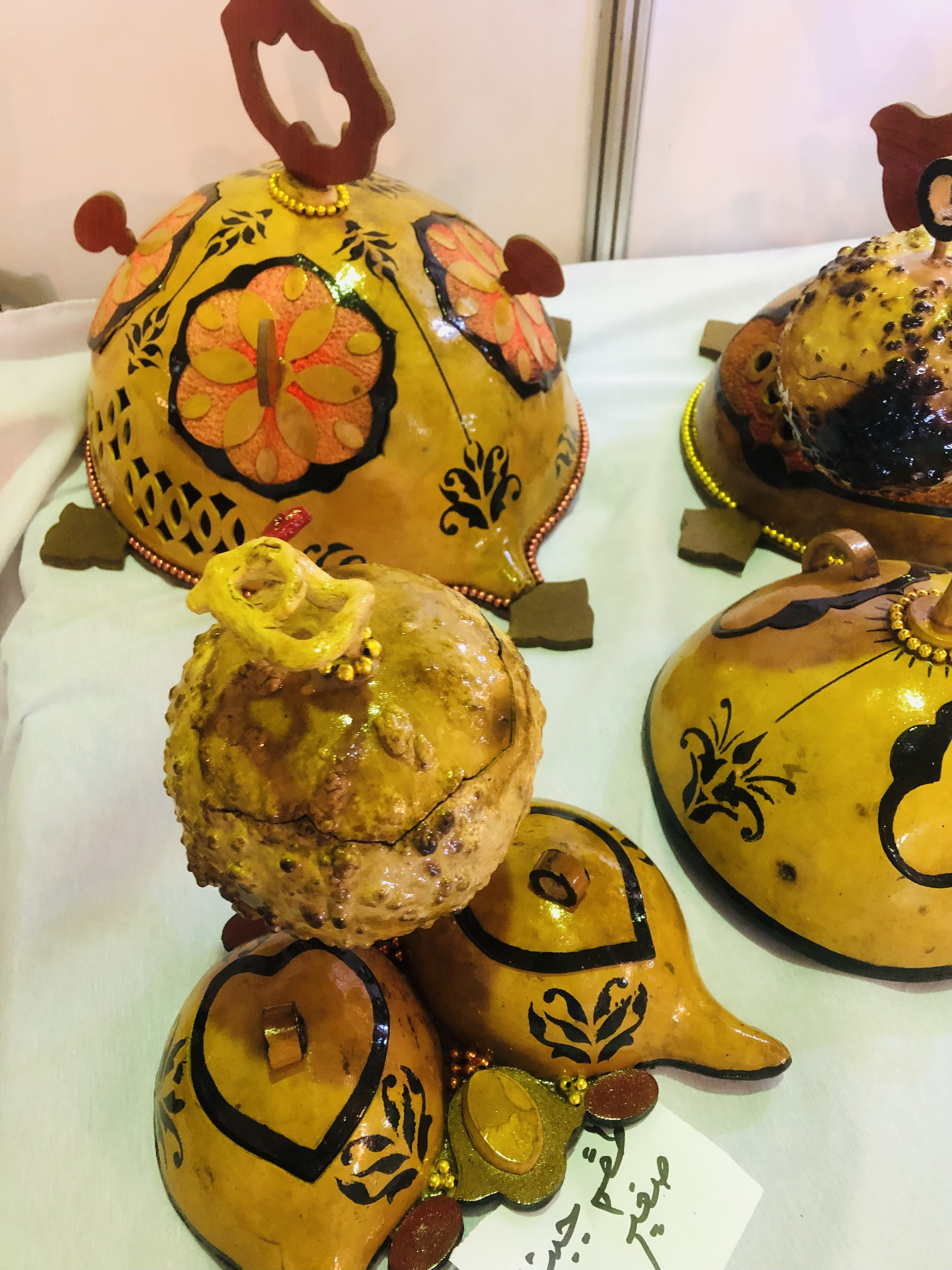